# Drumfunk
Drumfunk, trumfokuserad subgenre till Drum and bass, stilen märks främst av att arrangemanget i musiken är mycket fokuserad på att arrangera trummorna, gamla trumsolon från soul- & funk-skivor samplas flitigt.